# HD 59669
HD 59669，又名BD-04 1979，SAO 134774、HR 2876，是一颗恒星，视星等为6.24，位于銀經222.12，銀緯6.32，其B1900.0坐标为赤經7h 25m 54.9s，赤緯-5° 6.32′ 1″。